# Flyafrica

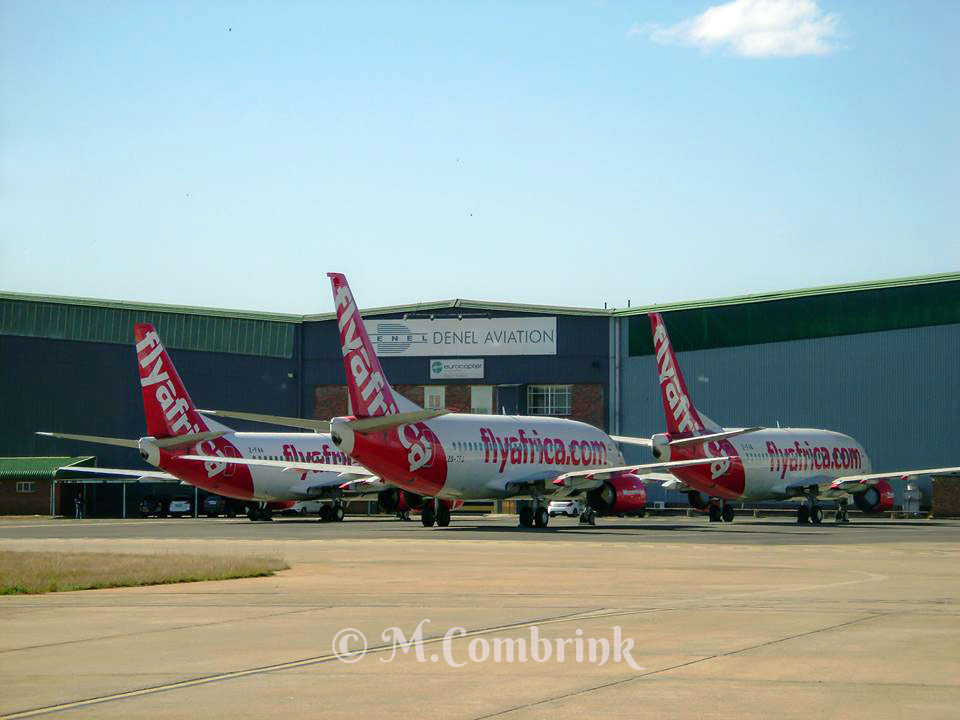
Maschinen der Flyafrica

Flyafrica Limited (auch flyafrica.com) war eine mauritische Holdinggesellschaft verschiedener Fluggesellschaften im südlichen Afrika. Das Unternehmen wurde 2014 gegründet und 2016 abgewickelt.

## Tochtergesellschaften
- Zimbabwe flyafrica (IATA: Z7, ICAO: FZW) in Partnerschaft mit dem simbabwischen Unternehmen nu.com (im Januar 2016 eingestellt). Neuaufbau Anfang 2017 unter neuen Eigentümern als Fly Africa Zimbabwe
- Namibia flyafrica (IATA: N6) in Partnerschaft mit dem namibischen Unternehmen Nomad Aviation (im Dezember 2015 eingestellt)
- Moçambique flyafrica, eine (Stand Mai 2015) geplante Fluggesellschaft in Mosambik.[2][3]
- Gabon flyafrica, eine (Stand Juli 2015) geplante Fluggesellschaft in Gabun[3]